# 名古屋市志段味図書館
名古屋市志段味図書館（なごやししだみとしょかん）は、愛知県名古屋市守山区深沢にある名古屋市図書館の分館。

## 歴史
2004年（平成16年）7月15日、守山区吉根深沢において名古屋市図書館19館目の名古屋市志段味図書館として開館。10時に開館式典が開かれ、13時にオープンした。2013年（平成25年）4月から指定管理者制度を導入し、株式会社図書館流通センターが運営を担当している。

## 特色
開館時の蔵書は約3万冊。鉄筋コンクリート2階建てで、延べ面積は約800平方メートル。1階には一般図書コーナーおよび子ども向けの読み聞かせスペースである「おはなしのへや」、2階には学習室と集会室を備える。建設費は約3億円。
志段味図書館独自のサービスとして、図書館外における返却ポストの設置および図書館内における乳幼児の一時預かりサービスがある。返却ポストは、2017年（平成29年）4月6日に志段味支所・志段味地区会館正面玄関ホールおよびイオン守山店フードコート入口に設置され、視聴覚資料を除く資料返却ができる。また、乳幼児一時預かりサービスは、7ヶ月から6歳の児童を対象に、20分を原則とするもので、保護者が図書館利用中であることを条件としている。

## サービス
図書館の入館や利用はだれでも可能であるが、館外貸出には利用者登録が必要で愛知県在住・在勤・在学者のみが可能となっている。
館外貸出
図書が最大14日で6冊まで、それとは別に紙芝居が3組、カセットテープ・CD・DVDが3点、紙芝居舞台1台の館外帯出が可能である。また、返却は紙芝居の舞台以外であれば貸し出し館に限らず名古屋市図書館各館において行うことができる。ただし、貸出点数に関しては、名古屋市図書館全館で共通して計算する。
開館時間
火 - 土：9時30分 - 19時00分
日・祝日：9時30分 - 17時00分
休館日
月曜日（祝日の場合は開館し翌日休館）
毎月第3金曜日（祝日の場合は開館）
特別整理期間
年末年始（12月29日から1月4日まで）

## 交通アクセス
- 名古屋ガイドウェイバスガイドウェイバス志段味線（ゆとりーとライン）「上島（東）」バス停下車、徒歩ですぐ。
- 吉根東交差点（県道15号・県道213号交点）すぐ。

### WEB
1. 1 2 3 4 5 6 7 8  名古屋市鶴舞中央図書館 (2016年7月). “名古屋市立図書館年報 平成28年版” (pdf). 2017年6月7日閲覧。
2. 1 2 3  名古屋市鶴舞中央図書館. “志段味図書館”. 2017年6月7日閲覧。
3. 1 2 3 4  名古屋市鶴舞中央図書館. “はじめての方へ（利用案内）”. 2015年2月15日閲覧。
4. 1 2 3 4 5 6  名古屋市鶴舞中央図書館. “開館時間と休館日”. 2015年2月15日閲覧。

### 新聞
1. 1 2 3 4 5 6  “志段味図書館 来月オープン 守山、市内19か所目” (日本語). 中日新聞 (中日新聞社). (2004年6月24日)